# واي للاتصالات
شركة واي للاتصالات هي رابع شركة للاتصالات النقالة في الجمهورية اليمنية. حصلت على ترخيص مزاولة النشاط مطلع العام 2007، ويقع المقر الرئيسي للشركة في صنعاء.

## خدمات الشركة
تغطي شركة واي للاتصالات العديد من المدن الرئيسية بخدمات الاتصالات للأفراد والشركات ولها العديد من مراكز الخدمات في كل من صنعاء وعدن وتعز والحديدة وإب والمكلا وذمار والبيضاء وسيئون.

## شعار الشركة
شعار الشركة منذ إنشائها «واي واليمن سعيد».

## روابط خارجية
- موقع الشركة على الشبكة العنكبوتية